# زیست‌چینه‌شناسی
زیست‌چینه‌شناسی (biostratigraphy) روشی است برای تعیین سن سنگ‌ها با استفاده از فسیل‌های یافته‌شده در سنگ‌ها. زیست‌چینه‌شناسان این امر را مبنا قرار می‌دهند که نوعی از فسیل یا ترکیبی از فسیل‌ها مختص به یک دوره زمانی خاص هستند. آن‌ها می‌کوشند همسانی‌ها و ناهمسانی‌های واحدهای سنگی سازنده پوسته زمین را بر اساس محتوای فسیلی را تعیین کنند.
به عبارت دیگر زیست‌چینه‌شناسی شاخه‌ای از چینه‌شناسی است که به توزیع فسیل‌ها در پیشینهٔ چینه‌شناختی و سازمان‌دهی چینه‌ها به‌صورت واحدهایی براساس فسیل‌های موجود در آنها می‌پردازد.
در این تقسیم‌بندی سنگ‌ها را بر اساس فسیل‌های موجود در آن دسته‌بندی می‌کنند. تنها عامل برقراری یک بیوزون Biozone بر اساس یک یا مجموعه‌ای از فسیل‌های آن سنگ می‌باشد که آن را از سنگهای مجاور جدا می‌کند. در زیست‌چینه‌شناسی نوع سنگ مهم نبوده و بر مبنای تجمع و ظهور گونه‌های فسیلی واحدها تشکیل می‌گردند. حد فاصل بیوزون‌ها شامل لایه‌های بین پایین‌ترین و بالاترین لایه‌های ظهور چینه‌شناسی یک یا دو فسیل مشخص می‌گردد.